# Сика (народ)

Мапа розташування округу Сика.

Си́ка (сиканці, власна назва ата-сика, індонез. Suku Sika) — народ в Індонезії, в центрально-східній частині острова Флорес; в адміністративному плані це округ Сика (індонез. Kabupaten Sikka) провінції Східна Нуса-Тенґара. Західними сусідами сика є ліо, східними — ламахолоти.
Поділяються на власне сика (власна назва ата-крове) та гірських сика (власна назва ата-танаай). Перші живуть у центральних районах області, на північному та південному узбережжях, другі — на сході. Матеріальна культура горян зберегла більше традиційних елементів, тоді як на заході під впливом християнства вона набула європейських рис.

## Мова
Говорять мовою сика (сара-сика), яка належить до флорес-лембатської групи центрально-східної гілки малайсько-полінезійських мов. Має три основні діалекти: сика-натар на південному узбережжі, сара-крове в центральних районах і сара-танаай на сході. Діалекти відрізняються елементами лексики, синтаксису та фонології. Кожен діалект, в свою чергу, має власні піддіалекти, відмінності між якими полягають переважно в інтонації.

## Релігія
За релігією понад 90 % сиканців є християнами (католики), гірські сика на сході зберігають традиційні вірування (культ предків, аграрні культи). Поширення християнства відбувалося завдяки активній діяльності католицької місії починаючи з XVII ст. Традиційні вірування певною мірою інтегрувалися в християнські обряди. Є невеликі групи мусульман, протестантів та індуїстів.
Гірські сика все ще вірять в існування верховного бога Ніан-Тана-Леро-Вулан, який живе на небі. Він створив усю природу та людей, контролює дотримання моралі. Всесвіт, на їхні переконання, поділяється на землю (асоціюється із жінкою) та небосхил (асоціюється з чоловіком). Сика шанують духів предків, вірять в існування злих та небезпечних духів ніту-ноанг, що живуть у лісі. Серед них є спеціалісти з проведення релігійних церемоній та ритуалів, які здатні викликати духів предків і просити у них допомоги в реальному житті.

## Історія

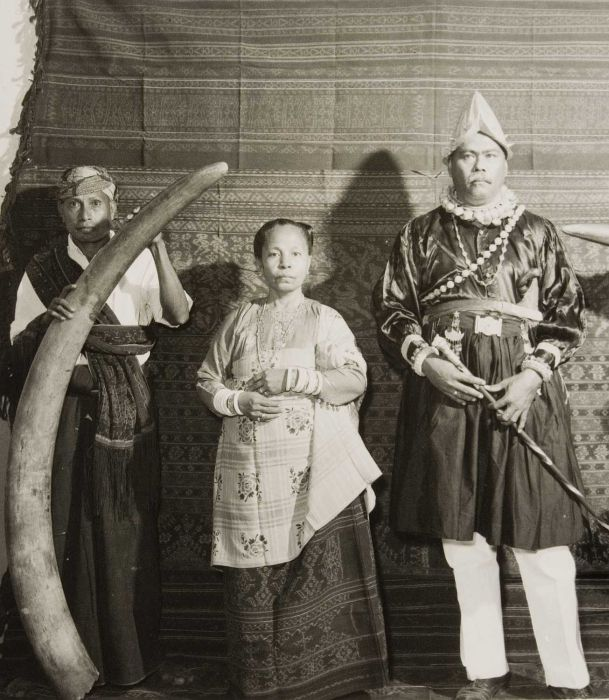
Дон Жозеф Томас Хіменес да Сілва, останній раджа Сики.

Сика належать до автохтонного населення острова Флорес.
За місцевою традицією, першим правителем Сики (Сика-Натар на південному узбережжі) й засновником її династії був моанг (дон) Алесу Хіменес да Сілва (Alésu Ximenes da Silva), португалець за походженням. У документах 1613 року Сика фігурує як одна з християнських держав регіону. В залежності від Сики перебували раджі Ніти та Кангае. 1929 року, вже за голландського правління, Ніта та Кангає були об'єднані з Сикою, було утворене єдине державне утворення, що мало статус автономної області (daerah swapraja); столиця була перенесена до Маумере (індонез. Maumere), сучасного адміністративного центру округу Сика.
1952 року помер останній представник династії Хіменес да Сілва, і через кілька років Сика стала частиною сучасної Республіки Індонезія.

## Господарство

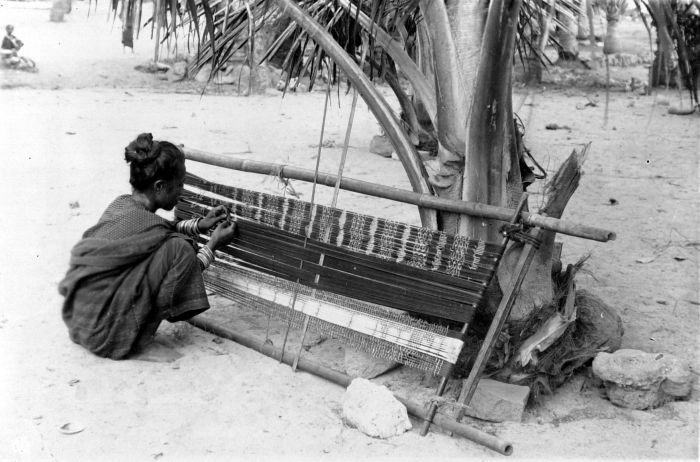
Сиканська жінка за виготовленням тканини за технологією ікат.

Основне заняття сика — землеробство. Вирощують рис, кукурудзу, маніок, а також просо, сорго, батат; основні товарні культури: кокосова пальма, какао, горіхи кеш'ю, арахіс.
Традиційно практикували підсічно-вогневий спосіб обробітку земель, ці технології все ще зберігаються на сході та заході округу Сика. У центральних районах з помітно вищою щільністю населення тепер обробляють постійні поля, на заході узбережжя із застосування методів іригації. Площа, зайнята під суходільним рисом все ще значно перевищує площу полів, на який вирощують вологий рис. Округ Сика є основним постачальником копри в провінції Східна Нуса-Тенгара.
У прибережних селах населення, на додаток до землеробства, займається рибальством, але комерційне рибальство ведуть бутонські, макасарські та китайські рибалки. Тримають велику рогату худобу, кіз, свиней, коней, качок, курей. Головні лісові продукти: кориця, жовте дерево (Arcangelisia flava, індонез. kayu kuning), свічкові горіхи (індонез. kemiri), тамаринд і мед.
Розвинені ткацтво та плетіння. Багато жінок носять красиві саронги з місцевих тканин, виготовлених за традиційною технологією ікат. Сиканське ткацтво є жіночою справою й має багатовікові традиції. Місцеві тканини прикрашені різноманітними декоративними елементами (меандр, кола, ромби, свастики, спіралі, зображення людей, тварин, рослин), які мають символічне значення. Вони дуже цінуються в місцевому суспільстві, ткане полотно ікат та одяг із нього є складовою весільних подарунків та обов'язковим атрибутом у поховальних обрядах.
Сучасне виробництво ікат побудоване на комерційній основі, воно приносить сиканським сім'ям непоганий дохід. Інструменти, матеріали та кольори адаптовані до сучасних технологій, існують спроби об'єднати мотиви з різних регіонів Індонезії. Такі тканини використовуються для пошиття одягу, виготовлення настінних прикрас, подушок для стільців, килимів, абажурів, штор тощо.
Серед гірських сика продовжують практикуватися мисливство та збиральництво. Також у своїх зовнішніх контактах вони більше орієнтуються на населення східного Флоресу, ніж на жителів центральних районів Сики.

## Поселення

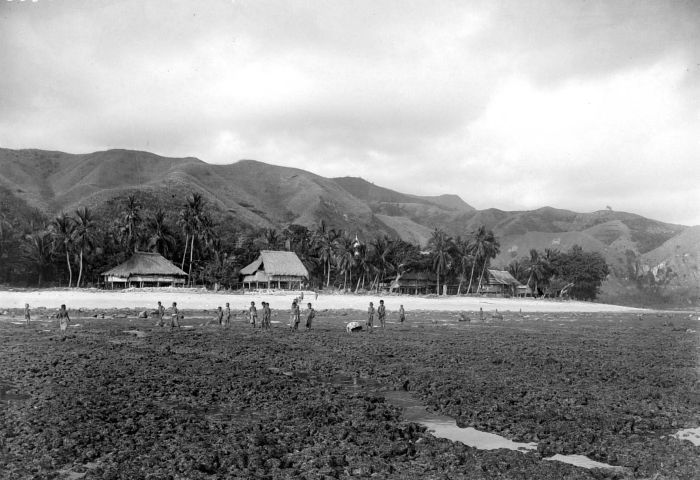
Сиканські селяни працюють у полі.

Гірські села невеличкі, стоять на крутих схилах гір, мають кільцеве планування. Прибережні села розташовані вздовж гірських хребтів, доріг, річок або морського узбережжя, хати в них вишикувані в лінію. В минулому в центрі села традиційно знаходився майдан з храмом та родовими святинями у вигляді мегалітів. Головним серед них був вівтарний камінь маке, який служив для жертвоприношень. Кожен рід мав у селі власний квартал. Зараз у центрі села зазвичай стоїть церква. Крім того, в кожному селі також є традиційна хата для неодружених чоловіків (вога), в якій проводяться звичаєві та релігійні ритуали.
Традиційні хати прямокутні в плані, мають каркасно-стовпову конструкцію, стоять на палях на висоті 1 м або більше над землею. Такі хати все більше витісняються хатами, що стоять безпосередньо на землі або на бетонному фундаменті. Часто хата з подвір'ям буває оточена невисокою кам'яною стіною.
Під час сільськогосподарського сезону селяни зводять на віддалених полях тимчасові хижі.

## Побут
Одяг горян складається з пов'язки на стегнах у чоловіків і спідниці у жінок. У прибережних районах носять каїн (шматок полотна, що обгортає тіло у вигляді спідниці) та кофтину або сорочку.
Сика завжди одягалися охайно, волосся збирали в пучок. Популярними є браслети зі слонової кістки, які носять на обох руках.
Їжа переважно рослинна: каші з рису та кукурудзи з гострими приправами, фрукти, соки. Рибу та м'ясо їдять на свята.
Сика дотримуються власних культурних традицій та мають власну систему цінностей, яка стає для них орієнтиром у різноманітних діях повсякденного життя. Вони прагнуть збереження життя, миру та справедливості. Сиканські цінності зафіксовані, зокрема, в народних прислів'ях та приказках.

## Суспільство
Сика поділяються на великі патрилінійні екстериторіальні, не-екзогамні групи куат або куат-вунгунг, що ведуть своє походження від спільного предка. В гірських сика суспільство поділяється на екзогамні групи лепо, належність до яких визначається за материнською лінією.
Шлюб моногамний. Молодий має сплатити за наречену викуп, що складається з «чоловічих товарів» (коні, прикраси зі слонової кістки, золота та срібла, готівкові гроші). Натомість сім'я нареченої дарує «жіночі товари» (тканини, свині, рис, хатні речі та посуд). Вінчання в церкві відбувається протягом наступних декількох років, в деяких випадках лише після народження першої дитини.
Старший син у сім'ї вважається спадкоємцем, але він не лише успадковує основну частину майна, а й відповідає після смерті батьків за всю сім'ю, а також є відповідальним за проведення традиційних церемоній. Розмір і форма спадщини, яку отримують молодші сини, визначаються ставленням батьків до кожного з них.
До 1950-х років Сика поділялася на 16 округів, у кожен з яких раджа призначав свого чиновника з титулом капітан. Округи поділялися на села, очолювані сільськими головами кепала-кампунг. Зберігалося традиційне землеволодіння, згідно якого всі права на землі сільської громади належали тана-пуангу («володар землі»), нащадку засновника села. Існувала традиційна ворожнеча між тана-пуангом і раджею та його представниками. Сиканське суспільство складалося зі шляхетної верстви (ата-моанг), пов'язаної з раджами Сики, Ніти та Кангае, простих вільних людей (ата-рівун) та класу рабів (ата-мага), що складався з боржників та військовополонених. Незважаючи на те, що держави Сика більше не існує, його старе соціальне розшарування залишило свій слід у сучасному суспільстві.
Гірські сика на сході ніколи не мали свого раджі. У місцевих громадах існувала діархія, коли світська влада належала жінкам, які очолювали місцеві лепо, а ритуальні функції та контакти з іншими групами здійснювали чоловіки.
Правосуддя у Сиці здійснював раджа та його представники.
У суспільному житті люди дотримуються принципів взаємодопомоги та співпраці. Вони також надають великого значення консенсусу у вирішенні питань.